# Monohelea carioca
Monohelea carioca är en tvåvingeart som beskrevs av Tavares och Silva Pereira 1978. Monohelea carioca ingår i släktet Monohelea och familjen svidknott. Inga underarter finns listade i Catalogue of Life.